# Малик, Мегна
Ме́гна Каур (Гилл) Мали́к (англ. Meghna Kaur (Gill) Malik , род. 28 октября 1971, Сонипат, Харьяна, Индия) — индийская киноактриса, известная ролью Аммаджи в сериале Na Aana Is Des Laado. Это было шоу, посвященное детоубийству девочек и другим злодеяниям в отношении женщин.

## Биография
Родилась в Сонипате, городе-спутнике Дели. Отец — Рандхир Сингх Малик, лейтенант. Мать — Камлеш Малик.
Мегна Малик окончила университет в городе Курукшетра, получив степень магистра английского языка. Затем переехала в Дели, где в 1997 году закончила «Национальную школу драмы» / «National school of drama» (NSD). В 1997—2000 годах играла в различных пьесах. После этого перешла работать на телевидение и в кино.
«Звездой» телевидения стала благодаря роли Амаджи в телесериале «Na Aana Is Des Laado» / «Не родись в этом жестоком мире» (2009—2012).
С 2000 года замужем за Риджу Баджаджем.

## Фильмография
| Год       |   | Русское название               | Оригинальное название                  | Роль             |
| --------- | - | ------------------------------ | -------------------------------------- | ---------------- |
| 2002      | ф |                                | Neel Parbat Ke Paar                    |                  |
| 2003      | ф | Дорогами любви                 | Chalte Chalte                          | подруга          |
| 2003      | ф | Лёд на душе                    | Kuch Naa Kaho                          | Никки            |
| 2004      | ф |                                | Vaastu Shastra                         | Зомби            |
| 2006      | ф | Будь, что будет                | Yun Hota Toh Kya Hota: What If…?       | Калпа            |
| 2007      | ф |                                | Kaisay Kahein…                         |                  |
| 2007      | ф | Звёздочки на земле             | Taare Zameen Par                       | учитель Виктория |
| 2007—2008 | с |                                | Har Ghar Kuch Kehta Hai                | Суварна Тхакрал  |
| 2007—2008 | с |                                | Tujko Hai Salaam Zindgi                | офицер Джотсна   |
| 2008      | ф | Дон Мутху Свами                | Don Muthu Swami                        | Савитри          |
| 2008—2009 | с |                                | Radhaa Ki Betiyaan Kuch Kar Dikhayengi |                  |
| 2009—2012 | с | Не родись в этом жестоком мире | Na Aana Is Des Laado                   | Аммаджи          |

## Награды
| Год  | Название награды                  | Категория                              | Победитель  |
| ---- | --------------------------------- | -------------------------------------- | ----------- |
| 2009 | The Indian Telly Awards (Popular) | Actor Negative Role (Female) JURY      | Мегна Малик |
| 2010 | GR8! Women Achiever Awards        | Television                             | Мегна Малик |
| 2010 | The Indian Telly Awards (Popular) | Actor in a Negative Role (Female) JURY | Мегна Малик |
| 2011 | BIG Television Awards             | Khatarnak Character Female (Fiction)   | Мегна Малик |
| 2011 | 19th Kalakar Awards               | Best Actress in Negative Role          | Мегна Малик |